# Klátova Nová Ves
Klátova Nová Ves (in ungherese Tőkésújfalu) è un comune della Slovacchia facente parte del distretto di Partizánske, nella regione di Trenčín.